# Karming the Elements
Karming the Elements is een studioalbum van Adrian Wagner uit 1989. Het album vestigde in 1989 de aandacht op opwarming van de Aarde, de muziek is gewijd aan de vier basiselementen. Er zijn veertien tracks, doch het boekwerkje bij de compact disc vermeldde niet welke track bij welk element hoorde. Bij het gereedkomen van de website van de artiest werd dat probleem opgelost. Het zal weinig bijgedragen hebben aan de bestrijding van opwarming; Adrian Wagner bevond zich (toen weer) in de marge van de populaire muziek. 

## Musici
- Adrian Wagner – toetsinstrumenten  en elektronica
- Dave Starkie – didgeridoo en percussiesamples
- Bill Hamblett – vuur
- Neville Godfrey – kettingzagen
- natuurmicrofoon

## Tracklist
| Nr. | Titel              | Duur |
| --- | ------------------ | ---- |
| 1.  | Earth (vier delen) |      |
| 2.  | Water (drie delen) |      |
| 3.  | Fire (drie delen)  |      |
| 4.  | Air (vier delen)   |      |